# Качира
Качира (исп. Cáchira) — город и муниципалитет в северо-восточной части Колумбии, на территории департамента Северный Сантандер. Входит в состав Западного субрегиона.

## История
Поселение, из которого позднее вырос город, было основано 11 марта 1811 года Антонио Хосе дель Ринконом. Муниципалитет Качира был выделен в отдельную административную единицу в 1911 году.

## Географическое положение

Муниципалитет Качира

Город расположен в западной части департамента, в горной местности Восточной Кордильеры, на расстоянии приблизительно 58 километров к юго-западу от города Кукута, административного центра департамента. Абсолютная высота — 2007 метров над уровнем моря.
Муниципалитет Качира граничит на севере с территорией муниципалитета Абрего, на северо-востоке — с муниципалитетом Вилья-Каро, на востоке — с муниципалитетом Саласар-де-Лас-Пальмас, на юго-востоке — с муниципалитетом Арболедас, на западе — с муниципалитетом Ла-Эсперанса, на юге — с территорией департамента Сантандер. Площадь муниципалитета составляет 606 км².

## Население
По данным Национального административного департамента статистики Колумбии, совокупная численность населения города и муниципалитета в 2015 году составляла 10 970 человек.
Динамика численности населения муниципалитета по годам:
| 2005   | 2006   | 2007   | 2008   | 2009   | 2010   | 2011   | 2012   | 2013   | 2014   | 2015   |
| ------ | ------ | ------ | ------ | ------ | ------ | ------ | ------ | ------ | ------ | ------ |
| 10 619 | 10 658 | 10 694 | 10 720 | 10 749 | 10 781 | 10 818 | 10 856 | 10 894 | 10 923 | 10 970 |

Согласно данным переписи 2005 года мужчины составляли 52 % от населения Качиры, женщины — соответственно 48 %. В расовом отношении белые и метисы составляли 99,3 % от населения города; негры, мулаты и райсальцы — 0,7 %.
Уровень грамотности среди всего населения составлял 81,3 %.

## Экономика
Основу экономики Качиры составляет сельское хозяйство.
46,5 % от общего числа городских и муниципальных предприятий составляют предприятия торговой сферы, 43,2 % — предприятия сферы обслуживания, 9,5 % — промышленные предприятия, 0,8 % — предприятия иных отраслей экономики.